# Lake Placid (film)
Pour les articles homonymes, voir Lake Placid.
Série Lake Placid
Lake Placid 2
(2007)
Pour plus de détails, voir Fiche technique et Distribution.
Lake Placid est un film américano-canadien réalisé par Steve Miner, sorti en 1999.
Le film engendrera plusieurs suites, produites pour la télévision avec des budgets bien plus réduits.

## Synopsis
Dans une petite ville du comté d'Aroostook dans le nord du Maine, l'agent de la protection des eaux et forêts Walt Lawson est tué par un mystérieux animal, alors qu'il fait de la plongée dans un lac. Kelly Scott, paléontologue du Muséum américain d'histoire naturelle de New York, est dépêchée sur place pour examiner une dent retrouvée sur le cadavre. Cette pure citadine doit faire équipe avec le garde forestier Jack Wells et le shérif Hank Keough. Ils sont bientôt rejoints par l'excentrique professeur Hector Cyr, qui pense qu'un crocodile marin a élu domicile dans le lac.

## Fiche technique
- Titre original et français : Lake Placid
- Réalisation : Steve Miner
- Scénario : David E. Kelley
- Musique : John Ottman
- Photographie : Daryn Okada
- Montage : Marshall Harvey et Paul Hirsch
- Décors : John Willett
- Costumes : Jori Woodman
- Effets visuels de la créature : Stan Winston
- Production : David E. Kelley, Michael Pressman, Jeff Kalligheri et Peter Bogart
- Sociétés de production : Fox 2000 Pictures, Phoenix Pictures et Rocking Chair Productions
- Société de distribution : 20th Century Fox (États-Unis) ; UGC Fox Distribution et Pathé Distribution (France)
- Budget : 27 millions de dollars[1]
- Pays d'origine :  Canada,  États-Unis
- Langue originale : anglais
- Format : couleurs - 2,35:1 - Dolby Digital - 35 mm
- Genre : horreur, action, thriller
- Durée : 82 minutes
- Dates de sortie :

États-Unis : 16 juillet 1999
France: 5 juillet 2000
Belgique : 1er novembre 2000
- Film tous publics lors de sa sortie en salles en France[2]

## Distribution
- Bill Pullman (VF : Renaud Marx et VQ : Daniel Picard) : Jack Wells
- Bridget Fonda (VF : Marie-Laure Dougnac et VQ : Marie-Andrée Corneille) : Kelly Scott
- Oliver Platt (VF : Bruno Choël et VQ : Stéphane Rivard) : Hector Cyr
- Brendan Gleeson (VF : Bernard-Pierre Donnadieu et VQ : Marc Bellier) : le shérif Hank Keough
- Betty White (VF : Lily Baron et VQ : Louise Rémy) : Delores Bickerman
- David Lewis : Walt Lawson
- Tim Dixon : Stephen Daniels
- Natassia Malthe : Janine
- Mariska Hargitay : Myra Okubo
- Meredith Salenger : l'adjoint Sharon Gare
- Jed Rees : l'adjoint Burke
- Richard Leacock : l'adjoint Stevens
- Jake T. Roberts : l'officier Coulson
- Warren Takeuchi : un infirmier
- Ty Olsson : un policier
- Steve Miner : le pilote de l'avion (caméo non crédité)

## Production
La création du crocodile est supervisée par le spécialiste des animatroniques Stan Winston. Trois versions différentes sont créées : un crocodile capable d'ouvrir la mâchoire, de battre des paupières et de bouger les yeux pour des gros plans ; un second pour reproduire des mouvements à la surface de l'eau et téléguidé par un animateur et un troisième équipé d'un puissant système hydraulique pour les prises de vue sous-marines.
Le tournage a lieu de juillet à octobre 1998. Il se déroule en Colombie-Britannique, notamment à Anmore, Mission, Surrey et Vancouver. Quelques plans aériens sont tournés à New York. Un réservoir de 7000 mètres cubes a été construit pour le tournage et a nécessité environ 7 000 000 litres d'eau.

## Bande originale
En plus des compositions originales de John Ottman, on peut entendre les chansons :
- I Think I Love You, interprétée par Maureen Davis, Jamie Dunlap, Scott Nickoley, David Pincus et Mark Pont
- It's Not Unusual, interprétée par Tom Jones
- Is This Love, interprétée par Bob Marley & The Wailers

## Accueil
Lake Placid reçoit un accueil critique plutôt défavorable, recueillant 39 % de critiques positives, avec une note moyenne de 5/10 et sur la base de 69 critiques collectées, sur le site agrégateur de critiques Rotten Tomatoes. Sur Metacritic, il obtient un score de 33/100 sur la base de 24 critiques collectées.
En France, le film obtient une note moyenne de 3,1⁄5 sur le site AlloCiné, qui recense 16 titres de presse.
Le film a connu un succès commercial modéré, rapportant environ 56 870 000 $ au box-office mondial, dont 31 770 000 $ en Amérique du Nord, pour un budget de 27 000 000 $. En France, il a réalisé 146 313 entrées.

## Commentaire
Les trame et lieux du film ressemblent fortement à ceux d'un épisode de la série télévisée X-Files : Aux frontières du réel diffusé en 1996, Les Dents du lac.